# 릴라이언스 커뮤니케이션
릴라이언스 커뮤니케이션(Reliance Communications)는 인도의 이동통신 사업자 겸 인터넷 서비스이다. 음성 및 2G , 3G 및 4G 데이터 서비스를 제공하고 있다. 본부는 마하라슈트라주 뭄바이가 위치하고 있으며, 2004년 7월 15일에 설립하였다.
2019년 2월 부채 상환을 위해 자산을 매각할 수 없어 파산을 신청했다.  자산 1,800억 루피 ( 2020년 1,900억 루피, 24억 달러 ) 에 대해 5,000 억 루피 ( 2020년 5,300억 루피, 66 억 달러)의 부채가 있는 것으로 추산된다.
2020년 3월 현재 회사는 전략을 재정비하고 " Global Cloud Xchange " 라는 배너 이름으로 4G 데이터 서비스, 유선 통신, 데이터 센터 서비스 및 엔터프라이즈 솔루션 과 해저 케이블 네트워크를 계속 운영 중이다.

## 역 사
Reliance Communications는 2004년 7월 15일 인도에서 Reliance Infocomm Limited 로 설립되었으며 전국적인 CDMA2000 서비스를 도입했다. 2006년에 Reliance Communications Limited로 사명을 변경했다. 2008년에 GSM 서비스를 도입했고 2011년에 MIMO 기술을 사용하여 최대 28Mbit/s의 데이터 속도를 제공하는 3G 서비스 품질 개선을 시작했다.
2010년 스펙트럼 경매에서 총 586억 4000만 루피(2020년 기준 1100억 루피. 14억 달러에 해당)의 라이선스 비용으로 3개 도시에서 3G 스펙트럼에 대한 라이선스를 획득했다. 2012년 5월에 3G 서비스 이용료을 61% 인하했다.
2013년 Lenovo와 인도에서 공동 브랜드 Android 스마트폰을 출시했다. 2016년에 CDMA 운영을 종료하고 같은 해 9월 까지 가입자를 GSM 및 LTE 네트워크로 마이그레이션했다.

### MTS India 및 Digicable 인수
2010년 7월 1일 이사회는 인도 최대 케이블 네트워크인 Digicable의 인수를 확정했다. RCOM의 DTH TV, IPTV 및 소매 광대역 운영을 Digicable과 통합한 새로운 법인은 Reliance Digicom으로 명명되었다.
2016년 1월 14일 전체 주식 거래에서 Sistema Shyam TeleServices Limited(SSTL, MTS India로 운영)를 인수했다고 발표했다. SSTL은 기존 부채를 상환한 후 Reliance Communications의 지분 10%를 받았다. 10년 동안 매년 39억 2천 루피에 해당하는 스펙트럼 구매에 대해 MTS가 정부에 빚지고 있는 할부금을 납부한다. 거래의 결과, Reliance는 850MHz 대역에서 MTS India의 가입자와 SSTL의 스펙트럼을 인수했다.
인도의 독점 금지 규제 기관인 인도 경쟁위원회(CCI)는 2016년 2월 합병을 승인했다. 인도 증권거래위원회(SEBI)도 거래를 성사시켰다. SSTL 주주들은 2016년 3월 18일 합병을 승인했다. 8월 중순까지 세무 당국과 주주 및 채권자들의 승인을 받았다. Reliance 및 SSTL. 합병은 2016년 9월 30일 Rajasthan 고등 법원 및 2016년 10월 7일 봄베이 고등법원에서 승인됐다. 2017년 4월, Reliance는 MTS 및 Aircel과의 합병을 준비하기 위해 600명의 직원을 해고했다.
인도 통신부는 2017년 10월 20일 합병을 최종 승인했다. 2017년 10월 31일 Reliance Communications는 합병이 완료되었다고 발표했다.